# Łoje (powiat ełcki)
Łoje (Duits: Loyen; 1938-1945: Loien) is een dorp in het Poolse woiwodschap Ermland-Mazurië, in het district Ełcki. De plaats maakt deel uit van de gemeente Kalinowo.